# Vashakidze (Mondkrater)
Vashakidze ist ein Einschlagkrater auf der Mondrückseite.
Der Krater Vashakidze liegt hinter dem nordöstlichen Rand des Mondes und kann nur bei günstiger Libration von der Erde aus gesehen werden. Er befindet sich westlich von Farby und nordöstlich von Riemann. In nordwestlicher Richtung trifft man auf Boss.
Der Krater ist wenig erodiert mit einem relativ ebenen Kraterboden und einem zirka 1,04 km hohen Zentralberg. Die Entstehungszeit des Kraters wird der spät-imbrischen Periode zugerechnet.
Der Krater wurde 1970 von der IAU offiziell nach dem sowjetischen Astronomen Michail Alexandrowitsch Waschakidse benannt.